# Port lotniczy Cam Ranh
Port lotniczy Cam Ranh – międzynarodowy port lotniczy położony 30 km na południe od Nha Trang, Wietnam. Jest drugim co do wielkości portem lotniczym Wietnamu.

## Linie lotnicze i połączenia
- Pacific Airlines (Ho Chi Minh)
- Vietnam Airlines (Hanoi, Ho Chi Minh, Đà Nẵng)